# Georg Ludwig Stäbenhaber
Georg Ludwig Stäbenhaber, auch Georg Ludwig Stebenhaber, (* 1640 in Hetzlinshofen; † 1708 in Memmingen) war ein deutscher Bauingenieur und Kartograf. 

## Leben
Stäbenhaber arbeitete ab 1668 unter Baumeister Matthias Weiß (1636–1707) als Assistent und Inspektor an der Festung Freudenstadt. Den Bau der Wasserleitungsstollen vom Schöllkopf herunter und der Quellfassung am damaligen Bollwerk Eberhard hatte er zu verantworten. Im Herbst 1674 beendete er die Arbeit an der Festung Freudenstadt und leitete die Instandsetzung der Kniebisschanzen. Von 1675 bis zu seinem Tod im Jahr 1708 war er Stadtkommandant in Memmingen. 
Bekannt wurde er durch die Karte des Freudenstädter Forsts von 1675. Wegen der hohen Genauigkeit der Darstellung ist diese Karte heute ein wertvolles historisches Dokument.

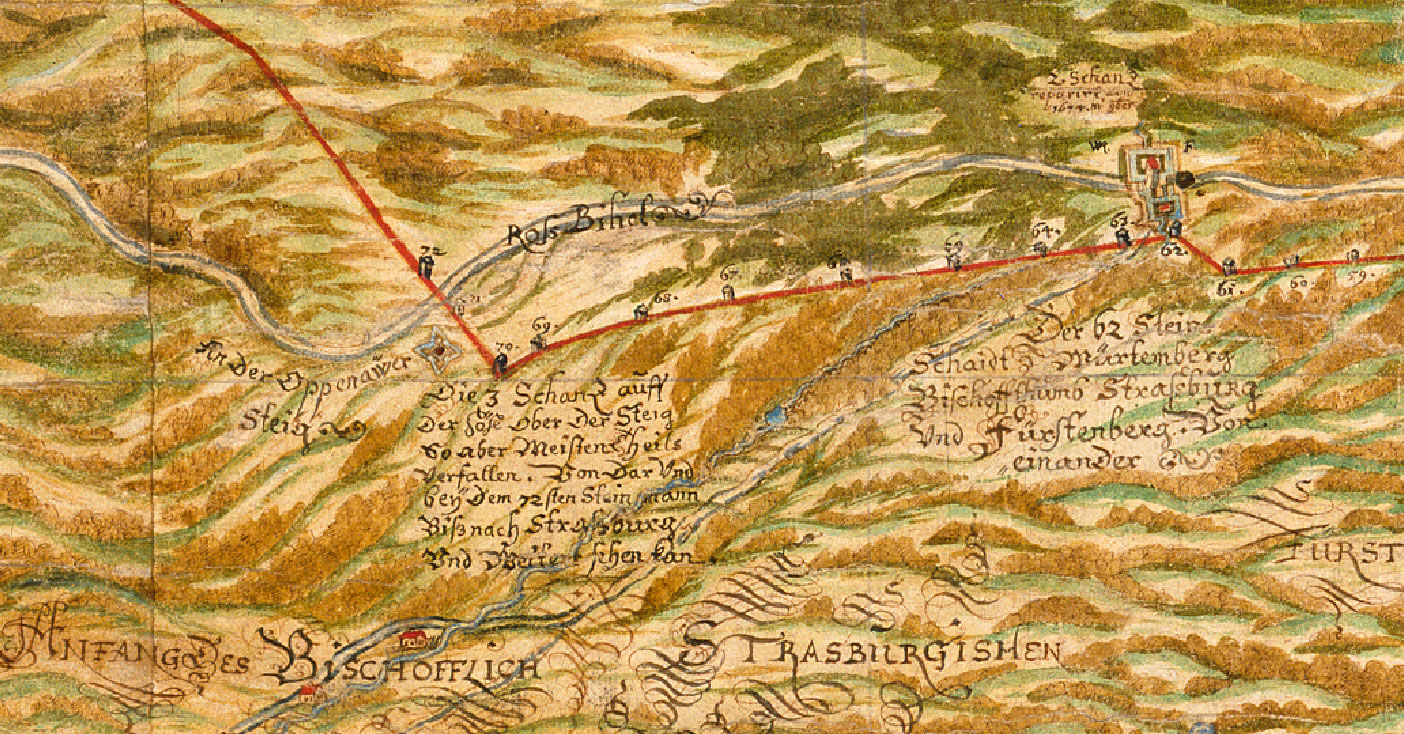
Ausschnitt aus der Karte von Georg Ludwig Stäbenhaber